# Barraca del camí del Mas Roig VI
La Barraca del camí del Mas Roig VI és una obra del Pla de Santa Maria (Alt Camp) inclosa a l'Inventari del Patrimoni Arquitectònic de Catalunya.

## Descripció
Era una gran barraca de planta rectangular i graonada orientada a l'ESE. La importància d'aquesta barraca ve donada pel fet d'ésser de planta rectangular amb uns graonats ben definits, que podrien haver estat presents a tot el seu perímetre, cosa ben excepcional en aquesta zona.
El portal és dovellat i a la seva esquerra hi ha un paravents, posteriorment mig caigut que contenia una menjadora. La planta interior és rectangular i mesura 1'70m de fondària i 5'40m d'amplada. Estava coberta amb una falsa cúpula.